# Lightsum
Lightsum (en hangul, 라잇썸; RR: Raitsseom; MR: Raitssŏm), estilizado como LIGHTSUM, apodado "Cube's Itzy", es un grupo femenino surcoreano formado por Cube Entertainment. Está integrado por seis miembros: Sangah, Chowon, Nayoung, Yujeong, Hina, y Juhyeon . Debutó oficialmente el 10 de junio de 2021 con el álbum sencillo titulado Vanilla.

## Historia

### Predebut
Sangah, Nayoung, Hina, Juhyeon, Chowon, Yujeong, Huiyeon y Jian (con Mimi Jun y G.NA) y anteriormente formaron parte de Kawaiine Girls (habiendo lanzado los sencillos chelki-love en 2012 y Shuwa Shuwa baby en 2013, que es conviértete en videoclips HD en 2022) en 2012, un grupo japonés de Cube Entertainment compuesto por 10 chicas jóvenes y se separaron en 2014.
Sangah, Nayoung, Hina, Juhyeon, Chowon, Yujeong, Huiyeon y Jian participaron televisión en 4Minute Project+B2ST Project=Trouble Maker project en 2014, invitada con los integrantes del grupo femenino 4minute y del grupo masculino B2ST, y el dúo Trouble Maker.
El 9 de abril de 2021, Cube Entertainment publicó, a través de su canal oficial de YouTube, un vídeo de una práctica de baile de un grupo de aprendices de la compañía, bajo el título de Cube Tree, nombre asignado al grupo de preparación de los aprendices de la compañía, lo que generó interés por el posible debut de un nuevo grupo femenino de la casa discográfica surcoreana. Junto con ello, la compañía registró el nombre de LIGHTSUM en diversas redes sociales.
El 15 de abril, fue lanzado un vídeo conceptual en las redes sociales de LIGHTSUM, anunciando su nombre y logotipos oficiales. Ese mismo día, se reveló que Cube Entertainment estaba acelerando los preparativos para debutar al grupo durante la primera mitad del año.
El 19 de abril, fueron reveladas las primeras dos integrantes del grupo, Sangah y Juhyeon, esta última participante de los programas musicales The Unit en 2017 y Dancing High en 2018. Al día siguiente, se revelaron las siguientes dos miembros, Chowon y Jian, donde la primera ya había tenido una importante participación en el programa de competencia musical Produce 48 el año 2018. Posteriormente se reveló a Nayoung, quien también participó del programa Produce 48 en 2018 y era parte del grupo de aprendices Banana Culture Newkid, y a Huiyeon; y finalmente el 22 de abril se anunció a las dos últimas miembros, Hina y Yujeong, siendo Hina la única miembro extranjera del grupo, nacida en Japón, y la primera ídol japonesa de Cube Entertainment.

### 2021- 2022: Debut conVanilla
El 26 de mayo se informó que el grupo haría su debut oficial el 10 de junio de 2021 con el lanzamiento de su primer sencillo titulado «Vanilla».En ese momento, "Vanilla" rompió el récord de mayores ventas en la primera semana entre los nuevos grupos de chicas en 2021 hasta que fue superado por "Eleven" de IVE en diciembre de 2021.
El 13 de octubre, Lightsum lanzó su segundo álbum sencillo Light a Wish, que incluye el sencillo principal titulado «Vivace».
El 6 de mayo de 2022, LIGHTSUM reveló tres imágenes teaser, insinuando un posible regreso. Tres días después, se lanzó un teaser de su primer miniálbum Into The Light. Fue lanzado el 24 de mayo de 2022.
El 25 de octubre de 2022, Cube anunció que LIGHTSUM continuaría como un grupo de seis miembros luego de las salidas de los miembros Huiyeon y Jian.

### 2023 - presente:Honey or Spice,"Pose!"
El 5 de mayo de 2023, Star News anunció que LIGHTSUM se encuentra actualmente en preparativos para un regreso en la primera mitad de 2023. El 18 de septiembre se anunció que tendrían su regreso en la segunda semana de octubre con su segundo miniálbum. El 20 de septiembre, más tarde se reveló que el nombre del miniálbum sería Honey o Spice; se lanzará el 11 de octubre de 2023.
El 31 de julio, el grupo lanzó un adelanto de su primer sencillo digital "Pose!", que se lanzará el 7 de agosto.

## Miembros
| Integrantes      | Integrantes      | Integrantes          | Integrantes                        | Integrantes                           | Integrantes                           |
| Nombre artístico | Nombre artístico | Nombre de nacimiento | Fecha de nacimiento                | Lugar de nacimiento                   | Posición                              |
| Romanización     | Hangul           | Nombre de nacimiento | Fecha de nacimiento                | Lugar de nacimiento                   | Posición                              |
| ---------------- | ---------------- | -------------------- | ---------------------------------- | ------------------------------------- | ------------------------------------- |
| Sangah           | 상아             | Yoon Sang-ah         | 4 de septiembre de 1988 (36 años)  | Namdong-gu, Incheon, Corea del Sur    | Vocalista, rapera y bailarina         |
| Chowon           | 초원             | Han Cho-won          | 16 de septiembre de 1989 (35 años) | Eunpyeong, Seúl, Corea del Sur        | Vocalista principal y bailarina       |
| Nayoung          | 나영             | Kim Na-young         | 30 de noviembre de 1990 (34 años)  | Chuncheon, Gangwon, Corea del Sur     | Vocalista principal y bailarina       |
| Hina             | 히나             | Nagai Hina           | 7 de abril de 1991 (34 años)       | Kanagawa, Japón                       | Subvocalista y bailarina              |
| Juhyeon          | 주현             | Lee Ju-hyeon         | 8 de abril de 1992 (33 años)       | Yongsan-gu, Corea del Sur             | Vocalista líder y bailarina principal |
| Yujeong          | 유정             | Lee Yu-jeong         | 14 de junio de 1993 (32 años)      | Gwanak-gu, Seúl, Corea del Sur        | Subvocalista y bailarina              |
| Exintegrantes    |                  |                      |                                    |                                       |                                       |
| Huiyeon          | 휘연             | Oh Hui-yeon          | 1 de agosto de 1994 (30 años)      | Seúl, Corea del Sur                   | Subvocalista y bailarina              |
| Jian             | 지안             | Kim Ji-an            | 4 de noviembre de 1996 (28 años)   | Jamsil-dong, Songpa-gu, Corea del Sur | Vocalista, rapera y bailarina         |

## Discografía

### EPs
| Título         | Detalles | Pos. en listas | Ventas        |
| Título         | Detalles | COR Gaon       | Ventas        |
| -------------- | --- | -------------- | ------------- |
| Into the Light | - Lanzamiento: 24 de mayo de 2022 - Discográfica: Cube Entertainment - Formato: CD, descarga digital, streaming    | 13             | - KOR: 17,902 |
| Honey or Spice | - Lanzamiento: 11 de Octobre de 2023 - Discográfica: Cube Entertainment - Formato: CD, descarga digital, streaming |                |               |

### Álbumes sencillos
| Título       | Detalles | Pos. en listas | Ventas        |
| Título       | Detalles | COR Gaon       | Ventas        |
| ------------ | --- | -------------- | ------------- |
| Vanilla      | - Lanzamiento: 11 de junio de 2021 - Discográfica: Cube Entertainment - Formato: CD, descarga digital, streaming   | 12             | - KOR: 41,143 |
| Light a Wish | - Lanzamiento: 13 de octubre de 2021 - Discográfica: Cube Entertainment - Formato: CD, descarga digital, streaming | 7              | - KOR: 28,416 |

### Sencillos
| Título    | Año  | Posicionamiento en listas | Posicionamiento en listas | Posicionamiento en listas | Álbum          |
| Título    | Año  | COR Gaon                  | COR Hot                   | US World                  | Álbum          |
| --------- | ---- | ------------------------- | ------------------------- | ------------------------- | -------------- |
| «Vanilla» | 2021 | —                         | —                         | 8                         | Vanilla        |
| «Vivace»  | 2021 | —                         | —                         | 8                         | Light a Wish   |
| «Alive»   | 2022 | —                         | —                         | —                         | Into the Light |
| «Pose!»   | 2023 | —                         | —                         | —                         | —              |